# 阿夫里涅-维雷
阿夫里涅-维雷（法語：Avrigney-Virey，法語發音：[avʁiɲɛ viʁɛ]）是法国上索恩省的一个市镇，属于沃苏勒区。该市镇于1972年由原市镇阿夫里涅（Avrigney）和维雷（Virey）合并而成。

## 地理
阿夫里涅-维雷（47°20'4"N, 5°46'43"E）面积22.3 平方千米，位于法国勃艮第-弗朗什-孔泰大區上索恩省，该省份为法国东部内陆省份，北起顺时针与孚日省、贝尔福地区省、杜省、汝拉省、科多尔省和上马恩省接壤。
与阿夫里涅-维雷接壤的市镇（或旧市镇、城区）包括：沙尔塞讷、欧托雷耶、博莫特莱潘、布吕塞、屈涅、马尔奈、特罗马雷。

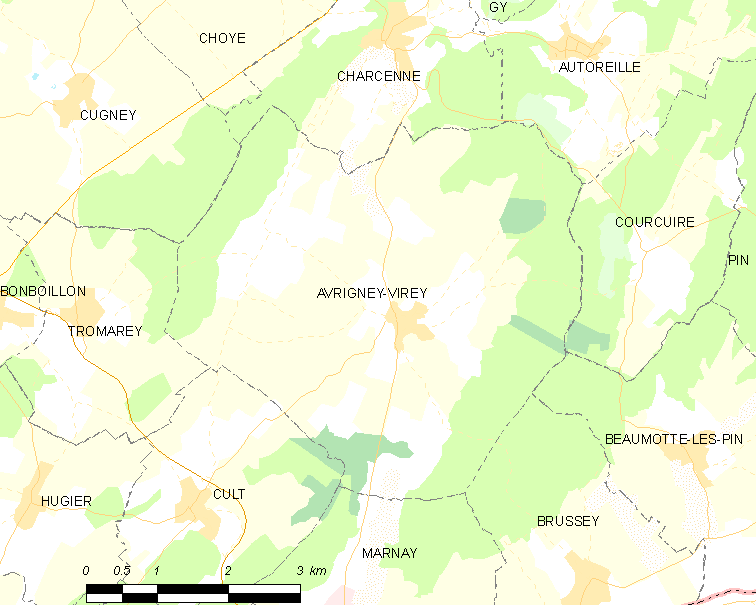
阿夫里涅-维雷的OSM定位图

阿夫里涅-维雷的时区为UTC+01:00、UTC+02:00（夏令时）。

## 行政
阿夫里涅-维雷的邮政编码为70150，INSEE市镇编码为70045。

## 政治
阿夫里涅-维雷所属的省级选区为马尔奈县。

## 人口

1962-2008年间阿夫里涅-维雷人口变化图示

阿夫里涅-维雷于2022年1月1日时的人口数量为425人。